# 土屋隆夫
土屋 隆夫（つちや たかお、1917年1月25日 - 2011年11月14日）は、日本の小説家、推理作家。

## 人物
長野県北佐久郡立科町芦田出身。慶長年間から芦田宿に続く旧家の出であり、祖先は江戸時代を通して本陣と問屋をつとめ、隆夫の実家はその下屋敷であった。
中央大学専門部法律学科卒業。卒業後は化粧品会社、映画配給会社宣伝部に勤務した。第二次大戦後、郷里の長野県に戻り、小劇場の支配人を勤めたのち立科町立中学校の教諭となる。
推理小説を執筆する以前には、演劇に傾倒した。真山青果の戯曲を暗誦するまで読み込み、自身も戯曲を執筆した。松竹歌舞伎研究会が主催した新歌舞伎脚本の募集に「彩管武士道」を応募し二席入選を果たしている。ただし、この作品は実際の上演には至らなかった。
江戸川乱歩の評論「一人の芭蕉の問題」を読んだことがきっかけで推理小説の執筆を志した。
文学への関心が高く、デビュー以来論理的な謎解きと文学性の融合を目指した作品を書き続けた。また、「芥川龍之介の推理」や「泥の文学碑」、「川端康成氏の遺書」など、実在する文学者・文学作品を題材にした作品もある。
複数の作品に登場する探偵として、東京地検の検事・千草泰輔がおり、「千草検事シリーズ」となっている。千草の周囲を固める登場人物として、警視庁捜査一課の刑事・野本利三郎、同じく捜査一課の大川警部、千草付きの検察事務官・山岸がいる。
創元推理文庫で『土屋隆夫推理小説集成』全8巻が刊行された。
2011年11月14日、心不全のため長野県佐久市で死去。94歳没。

## 経歴
- 1949年、短編「『罪深き死』の構図」が雑誌『宝石』の100万円懸賞コンクールのC賞（短編部門）の1等になる[7]。
- 1959年、『天国は遠すぎる』が第41回直木賞候補作になる（受賞作は渡辺喜恵子『馬淵川』と平岩弓枝「鏨師」）。
- 1963年、『影の告発』が第16回日本推理作家協会賞を受賞。
- 2002年、第5回日本ミステリー文学大賞を受賞。

## 著書

### 小説

#### 千草検事シリーズ
短編が併録されているのは光文社文庫【新装版】のみ
- 影の告発（1963年 ポケット文春 / 1975年12月 講談社文庫 / 1977年2月 角川文庫 / 1981年6月 講談社文庫【新装版】 / 1986年4月 光文社文庫 / 1995年11月 双葉文庫【日本推理作家協会賞受賞作全集 16】）
  - 【増補】影の告発（2002年3月 光文社文庫【新装版】） 
    - 収録作品：影の告発 / 寒い夫婦（短編） / 美の犯罪（短編）
- 赤の組曲（1966年 ポケット文春 / 1976年 講談社文庫 / 1978年4月 角川文庫 / 1982年11月 講談社文庫【新装版】 / 1987年4月 光文社文庫）
  - 【増補】赤の組曲（2002年11月 光文社文庫【新装版】）
    - 収録作品：赤の組曲 / 夜の判決（短編） / 縄の証言（短編） / 芥川龍之介の推理（短編）
- 針の誘い（1970年10月 双葉新書 / 1976年 講談社文庫 / 1977年6月 角川文庫 / 1986年10月 光文社文庫 / 1996年10月 角川文庫【改版】）
  - 【増補】針の誘い（2002年7月 光文社文庫【新装版】）
    - 収録作品：針の誘い / 淫らな証人（短編） / 加えて、消した（短編） / わがままな死体（短編）
- 盲目の鴉（1980年9月 光文社カッパ・ノベルス / 1984年10月 光文社文庫 / 2003年3月 光文社文庫【新装版】）
- 不安な産声（1989年10月 光文社 / 1991年10月 光文社カッパ・ノベルス / 1994年10月 光文社文庫）
  - 【増補】不安な産声（2003年5月 光文社文庫【新装版】）
    - 収録作品：不安な産声 / 花心夫婦心中（短編）

#### シリーズ外作品

##### 長編
短編が併録されているのは光文社文庫【新装版】のみ
- 天狗の面（1958年 浪速書房 / 1961年 雄山閣出版 / 1975年 角川文庫 / 1989年6月 光文社文庫）
  - 【増補】天狗の面（2002年5月 光文社文庫【新装版】） 
    - 収録作品：天狗の面 / 「罪ふかき死」の構図（短編） / 青い帽子の物語（短編） / 愛する（短編） / 死者は訴えない（短編） / 影に追われる男（短編） / 恐ろしき文集（短編） / 貞操実験（短編）
- 天国は遠すぎる（1959年 浪速書房 / 1963年 浪速書房ナニワ・ブックス / 1975年 角川文庫 / 1983年3月 角川文庫【新装版】 / 1987年12月 広済堂文庫 / 1991年11月 光文社文庫）
  - 【増補】天国は遠すぎる（2002年9月 光文社文庫【新装版】）
    - 収録作品：天国は遠すぎる / 二枚の百円札（短編） / 孤独な殺人者（短編） / 奇妙な再会（短編） / 肌の告白（短編）
- 危険な童話（1961年 桃源社 / 1963年 桃源社ポピュラー・ブックス / 1975年10月 角川文庫 / 1988年3月 光文社文庫）
  - 【増補】危険な童話（2002年4月 光文社文庫【新装版】）
    - 収録作品：危険な童話 / 判事よ自らを裁け（短編） / 変てこな葬列（短編） / 情事の背景（短編）
- 妻に捧げる犯罪（1972年4月 光文社カッパ・ノベルス / 1981年5月 角川文庫 / 1988年10月 光文社文庫）
  - 【増補】妻に捧げる犯罪（2003年1月 光文社文庫【新装版】）
    - 収録作品：妻に捧げる犯罪 / 盲目物語（短編） / 媚薬の旅（短編） / しつこい自殺者（短編） / 気まぐれな死体（短編） / 異説・軽井沢心中（短編）
- 華やかな喪服（1996年6月 光文社 / 1998年3月 光文社カッパ・ノベルス / 2000年9月 光文社文庫 / 2004年11月 埼玉福祉会・大活字本シリーズ【上・中・下】）
- ミレイの囚人（1999年6月 光文社 / 2000年12月 光文社文庫）
- 聖悪女（2002年3月 東京創元社 / 2004年10月 光文社文庫）
- 物狂い（2004年4月 光文社 / 2006年9月 光文社文庫）
- 人形が死んだ夜（2007年11月 光文社 / 2010年5月 光文社文庫）
  - 【限定セット】人形が死んだ夜＋天狗の面（2007年11月 光文社）

##### 短編集
- 肌の告白（1959年6月 浪速書房）
  - 収録作品：青い帽子の物語 / 重たい影 / 傷だらけの街 / 奇妙な再会 / 孤独な殺人者 / 肌の告白
- 変てこな葬列（1961年9月 桃源社）
  - 収録作品：判事よ自らを裁け / 愛する / 二枚の百円札 / どこまでも―闇 / ゆがんだ絵 / 変てこな葬列
    - 【再編集】変てこな葬列（1985年10月 広済堂文庫）
      - 収録作品：奇妙な再会 / 変てこな葬列 / 肌の告白 / 加えて、消した / 死者は訴えない / ねじれた部屋
- 粋理学入門（1962年 桃源社ポピュラー・ブックス / 1972年7月 角川文庫）
  - 【改題】小説離婚学入門（1990年12月 光文社文庫）
    - 収録作品：離婚学入門 / 経営学入門 / 軽罪学入門 / 再婚学入門 / 密室学入門 / 粋理学入門 / 報道学入門（文庫版のみ） / 媚薬学入門（文庫版のみ）
- 穴の牙（1968年 三一書房 / 1976年 角川文庫 / 1990年2月 光文社文庫）
  - 収録作品：穴の設計書 / 穴の周辺 / 穴の上下 / 穴を埋める / 穴の眠り / 穴の勝敗 / 穴の終曲
- 芥川龍之介の推理（1971年10月 講談社 / 1978年7月 角川文庫）
  - 収録作品：芥川龍之介の推理 / 縄の証言 / 三幕の喜劇 / 夜の判決 / 沈黙協定 / 正当防衛 / 加えて、消した
- 地図にない道（1972年2月 双葉社）
  - 収録作品：地図にない道 / 淫らな骨 / 死者は訴えない / 死の接点 / ねじれた部屋
    - 【再編集】地図にない道（1986年2月 広済堂文庫）
      - 収録作品：地図にない道 / 情事の背景 / 淫らな証人 / 小さな鬼たち / 媚薬の旅 / 縄の証言
- 別冊幻影城 土屋隆夫（1975年7月 絃映社） - 長短編併録
  - 収録作品：天国は遠すぎる（長編） / 天狗の面（長編） / 「罪ふかき死」の構図 / 青い帽子の物語 / 重たい影
- 気まぐれな死体（1975年10月 立風書房）
  - 【改題】異説・軽井沢心中（1978年10月 角川文庫）
    - 収録作品：淫らな証人 / 黒い虹 / 午前十時の女 / 媚薬の旅 / しつこい自殺者 / 風にヒラヒラ物語 / Ｘの被害者 / 異説・軽井沢心中 / 気まぐれな死体
- 判事よ自らを裁け（1976年 角川文庫）
  - 収録作品：判事よ自らを裁け / 奇妙な再会 / 孤独な殺人者 / ねじれた部屋 / 地図にない道
- 地獄から来た天使（1976年11月 角川文庫）
  - 収録作品：氷の椅子 / 潜在証拠 / 絆 / 老後の楽しみ / 私は今日消えてゆく / わがままな死体 / 地獄から来た天使
- 傷だらけの街（1977年10月 角川文庫）
  - 収録作品：傷だらけの街 / 変てこな葬列 / 推理の花道 / どこまでも―闇 / ゆがんだ絵 / 愛する / 重たい影
- 青い帽子の物語（1978年12月 角川文庫）
  - 収録作品：「罪ふかき死」の構図 / 青い帽子の物語 / 死者は訴えない / 情事の背景 / 寒い夫婦 / 死の接点 / 淫らな骨
- 美の犯罪（1979年7月 角川文庫）
  - 収録作品：美の犯罪 / 殺人ラッキー賞 / 外道の言葉 / 三通の遺書 / 心の影 / 天国問答 / 女の穴 / 肌の告白
- 泥の文学碑（1981年4月 広済堂 / 1982年4月 広済堂ブルーブックス / 1983年4月 角川文庫）
  - 収録作品：空中階段 / 愛する / 氷の椅子 / 虚実の夜 / 盲目物語 / 泥の文学碑 / 川端康成氏の遺書
- 奇妙な招待状（1981年7月 廣済堂出版 / 1982年9月 広済堂ブルーブックス）
  - 収録作品：夢の足跡 / りんご裁判 / 奇妙な招待状 / ある偶然 / 小さな鬼たち / 狂った季節 / 暗い部屋 / 穴の穴 / マリアの丘
- 七歳の告白（1983年9月 角川文庫）
  - 収録作品：七歳の告白 / 夢の足跡 / 二枚の百円札 / 白樺タクシーの男 / 奇妙な招待状 / いじめられた女 / 小さな鬼たち / 狂った季節 / 暗い部屋 / マリアの丘
- 九十九点の犯罪―あなたも探偵士になれる（1985年3月 光文社文庫）
  - 収録作品：夫か妻か / 開いて、跳んだ / 九十九点の犯罪 / 見えない手 / 民主主義殺人事件 / わがままな死体 / Ｘの被害者
- 最後の密室（1985年4月 広済堂文庫）
  - 収録作品：沈黙協定 / 気まぐれな死体 / 心の影 / 死の接点 / 孤独な殺人者 / 最後の密室
- しつこい自殺者（1986年6月 広済堂文庫）
  - 収録作品：しつこい自殺者 / 正当防衛 / 風にヒラヒラ物語 / 氷の椅子 / 三幕の喜劇 / 離婚学入門 / 推理の花道
- 夜の判決（1987年1月 広済堂文庫）
  - 収録作品：悪の素顔 / 愛する / 夜の判決 / 傷だらけの街 / 総合手配 / 判事よ自らを裁け
- 沈黙の罠（1988年1月 天山文庫）
  - 収録作品：くじ運の悪い男 / 穴の設計書 / 淫らな骨 / 私は今日消えてゆく / 絆 / 異説・軽井沢心中 / 芥川龍之介の推理
- 動機と機会（1988年8月 天山文庫）
  - 収録作品：動機と機会 / ゆがんだ絵 / 午前十時の女 / 寒い夫婦 / 地獄から来た天使 / 天国問答
- 虚実の夜（1990年3月 天山文庫）
  - 収録作品：虚実の夜 / 空中階段 / 泥の文学碑 / 奇妙な招待状 / 青い帽子の物語 / 狂った季節 / 夢の足跡
- 死者は訴えない（1991年4月 光文社文庫）
  - 収録作品：判事よ自らを裁け / 死者は訴えない / 奇妙な再会 / 縄の証言 / 愛する / 美の犯罪
- 深夜の法廷（1993年9月 光文社 / 1996年10月 光文社文庫）
  - 収録作品：深夜の法廷 / 半分になった男
- 孤独な殺人者（1994年6月 光文社文庫）
  - 収録作品：淫らな骨 / 加えて、消した / 情事の背景 / 淫らな証人 / 正当防衛 / 孤独な殺人者 / ゆがんだ絵 / 肌の告白
- 寒い夫婦（1995年2月 光文社文庫）
  - 収録作品：気まぐれな死体 / 氷の椅子 / 老後の楽しみ / 地図にない道 / 暗い部屋 / 寒い夫婦 / 狂った季節 / 推理の花道
- ねじれた部屋（1995年6月 光文社文庫）
  - 収録作品：しつこい自殺者 / 泥の文学碑 / 夜の判決 / 天国問答 / 空中階段 / 夜行列車 / ねじれた部屋 / 「罪ふかき死」の構図
- 媚薬の旅（1996年1月 光文社文庫）
  - 収録作品：芥川龍之介の推理 / 風にヒラヒラ物語 / 盲目物語 / 死の接点 / 小さな鬼たち / 二枚の百円札 / 傷だらけの街 / 媚薬の旅
- 私は今日消えて行く（1996年11月 出版芸術社）
  - 収録作品：奇妙な招待状 / 絆 / 地獄から来た天使 / 九十九点の犯罪 / 見えない手 / 民主主義殺人事件 / りんご裁判 / 心の影 / 夢の足跡 / 私は今日消えて行く / 殺人のお知らせ / 女の鎖 / 魔笛
- 午前十時の女（1997年3月 光文社文庫）
  - 収録作品：異説・軽井沢心中 / 沈黙協定 / 虚実の夜 / 青い帽子の物語 / 七歳の告白 / 動機と機会 / 変てこな葬列 / 午前十時の女

#### 土屋隆夫推理小説集成
全て創元推理文庫より発売。刊行当時の全長編と、セレクトされた短編を収録している。
1. 天狗の面 ／ 天国は遠すぎる（2001年3月）
2. 危険な童話 ／ 影の告発（2000年9月）
3. 赤の組曲 ／ 針の誘い（2001年6月）
4. 妻に捧げる犯罪 ／ 盲目の鴉（2000年12月）
5. 不安な産声 ／ 華やかな喪服（2001年9月）
6. ミレイの囚人 ／ あなたも探偵士になれる（2002年8月）
  - 収録作品：ミレイの囚人 / 夫か妻か / 開いて、跳んだ / 九十九点の犯罪 / 見えない手 / 民主主義殺人事件 / わがままな死体 / Ｘの被害者 / 地獄から来た天使 / 奇妙な招待状 / 私は今日消えて行く
7. 粋理学入門 ／ 判事よ自らを裁け（2002年3月）
  - 収録作品：「罪ふかき死」の構図 / 青い帽子の物語 / 推理の花道 / 離婚学入門 / 経営学入門―トリック社興亡史 / 軽罪学入門―くさい男 / 再婚学入門―天女 / 密室学入門―最後の密室 / 粋理学入門―妻盗人 / 報道学入門―川端康成氏の遺書 / 媚薬学入門―夜の魔術師 / ささやかな復讐 / 狂った季節 / 愛する / 死神 / 殺人のお知らせ / 傷だらけの街 / 死者は訴えない / 小さな鬼たち / 三通の遺書 / 二枚の百円札 / 暗い部屋 / 奇妙な再会 / 判事よ自らを裁け
8. 穴の牙 ／ 深夜の法廷（2003年3月）
  - 収録作品：穴の設計書 / 穴の周辺 / 穴の上下 / 穴を埋める / 穴の眠り / 穴の勝敗 / 穴の終曲 / 地図にない道 / 泣きぼくろの女 / 半分になった男 / 巻末エッセイ / 土屋隆夫年譜

### その他
- 推理小説作法（1992年4月 光文社 / 1996年7月 創元ライブラリ）

## 映像化作品

### 映画
- 狙われた娘（1957年11月17日公開、配給：東宝、監督：丸林久信、主演：青山京子）
- 濡れた逢びき（1967年10月26日公開、配給：松竹、監督：前田陽一、主演：田辺昭知）
- 穴の牙（2003年8月16日公開、配給：1979スローラーナー、監督：鈴木清順、主演：藤田まこと） - 1979年に「日曜恐怖シリーズ」の一作として放送されたもの

### テレビドラマ
日本テレビ系
- スリラー劇場
  - 奇妙な再会（1959年8月12日、「夜のプリズム」第30回、主演：深見泰三）
- プリンススリラー劇場
  - 離婚学入門（1961年8月3日-8月10日、全2話、主演：森雅之）
- 火曜サスペンス劇場
  - 千草検事シリーズ（主演：北大路欣也）

  1. 針の誘い（1982年4月6日）
  2. 赤の組曲（1982年9月28日）

  - 情事の背景（1992年11月10日、主演：有森也実）
  - 淫らな骨（1994年1月11日、主演：松村雄基）
  - 深夜の法廷（1994年2月22日、主演：黒木瞳）
  - 正当防衛（1995年10月3日、主演：若尾文子）
  - 昨日を探す女 ふるさとに行きて死なむと思ふ（1995年11月28日、主演：高木美保）
  - やさしい遺言（1996年2月20日、主演：内藤剛志）
  - アリバイの穴（1997年1月28日、主演：菅原文太）
  - 淫らなやつら（1999年4月20日、主演：伊藤蘭）
  - ひとことの罪（1999年9月14日、主演：国生さゆり、原作：加えて、消した）

TBS・MBS系
- 重たい影（1959年10月23日、主演：小池朝雄）
- 日立ファミリーステージ
  - 判事よ自らを裁け（1961年10月10日、主演：佐分利信）
  - 青い帽子の物語（1962年3月20日、主演：坂東蓑助）
- ザ・サスペンス
  - 地図にない道（1984年2月18日、主演：松尾嘉代）
  - 縄の証言（1984年5月26日、主演：三原じゅん子）

フジテレビ・関西テレビ系
- 東芝土曜劇場
  - 失われた特別休暇（1960年11月5日、主演：加藤嘉）
  - 危険な童話（1961年12月9日、主演：池内淳子）
- スター推理劇場
  - 離婚学入門（1968年4月25日、主演：西村晃）
- 日曜恐怖シリーズ
  - 穴の牙（1979年9月23日、主演：藤田まこと）
- 金曜エンタテイメント
  - 捜査検事・千草泰輔の事件ファイル　赤の組曲（2005年11月4日、主演：西村雅彦）

テレビ朝日系
- 重たい影（1961年5月12日、主演：多々良純）
- 土曜ワイド劇場
  - 危険な童話 私は殺さない・・・（1977年10月22日、主演：大原麗子）
  - 千草検事の大逆転!テレビドラマ殺人事件 影の告発（1980年1月19日、主演：江守徹）
  - 千草検事シリーズ（主演：片岡孝夫）
    1. 針の誘い（1986年1月18日）
    2. 青いカラス連続殺人（1986年7月19日）

  - 捜査検事・千草泰輔（1997年10月4日、主演：渡哲也、原作：不安な産声）
  - 華やかな喪服（1998年4月4日、主演：萩原健一）
- 傑作推理劇場
  - 消えた男（1980年7月29日、主演：緒形拳）
  - くじ運の悪い男（1981年8月13日、主演：田村高廣）

NHK総合
- ビゼーよかえれ（1971年8月9日-8月13日、全5話、主演：菅原謙次）

BSジャパン
- 女と愛とミステリー
  - 危険な童話〜絵本に隠された完全犯罪!母娘の哀しい秘密（2005年2月27日、主演：大地康雄）